# Alfonz Bednár
Alfonz Bednár (* 19. Oktober 1914 in Rožňová Neporadza, heute Neporadza, Slowakei; † 9. November 1989 in Bratislava) war ein slowakischer Prosadichter, Drehbuchautor und Übersetzer.

## Leben
Bednár stammt aus einer bäuerlichen Familie, besuchte die Volksschule im Heimatort. Das Gymnasium besuchte er in Nitra (1926–1930) und Trenčín (1930–1934). Nach dem Abitur studierte er an den Philosophischen Fakultäten Prag und Bratislava. Er arbeitete als Mittelschullehrer in Liptovský Mikuláš und Bardejov. Nach 1945 arbeitete er als Informationsbeauftragter in Bratislava, war Lektor des Verlages Pravda und Redakteur des Verlages Slovenský spisovateľ. Seit 1960 arbeitete er als Dramaturg und Drehbuchautor für staatliche Studios in Bratislava.

## Schaffen
Bereits während des Krieges publizierte er in der Fachliteratur einige Artikel über den Unterricht der slowakischen Sprache. Nach 1945 übersetzte er amerikanische und englische Prosa. Gleichzeitig gab er Bücher mit Gedichten für Kinder heraus. Bereits mit seinem ersten Roman stellte sich Bednár als künstlerisch reifer epischer Prosaschriftsteller vor. Er war ein Autor, der sich innerlich gegen die fertigen Vorgaben der Ideologie der fünfziger Jahre wehren konnte. Er ging seinen eigenen schöpferischen Weg.
Bednár ging beim Schreiben seiner Romane von der Überzeugung aus, dass die Vergangenheit den Menschen unterschiedlich prägt wie beispielsweise der Slowakische Nationalaufstand, und auch in der Nachkriegszeit seine Entscheidung und sein Handeln bestimmt. In künstlerischer Weise stellte er die triebhaften Seiten im Menschen dar – auch in solchen, die während des Aufstandes auf der „richtigen“ Seite der Geschichte standen. Die damalige Kritik bezeichnete seine Werke als „klassenunfreundlich“ und „abstrakt humanistisch“.
Bednár beschrieb das slowakische Dorf in seiner 50-jährigen Entwicklung in moderner epischer Art. Sein Bemühen wurde durch die Zensur gebremst, deshalb konnte die komplette Verarbeitung der Problematik des Dorfes erst nach dem Fall des kommunistischen Regimes erscheinen. 1992 erschien sein Roman-Epos Role (Das Feld).
In der 2. Hälfte der sechziger Jahre begann sich Bednár auf die Gegenwart zu orientieren. Durch seine Bücher stellte er der sozialistischen Gegenwart unangenehme Fragen. Satirisch und ironisch prangerte er die Mängel der täglichen Umgangssprache an, ungeeignete Wörter, verwendete Wortmechanismen, unsinnige Slogans und besonders die Sinnleere von Schlagertexten. Er wählte die Form der Allegorie, des Gleichnisses und der Satire. Seine Bücher aus jener Zeit sind Kritik der Menschen der modernen Zeit, denen positive innere Kräfte und von Empfindungen geprägte Familienbande fehlen.
Er schrieb einen Reisebericht und ist Autor mehrerer Drehbücher für Film und Fernsehen. 1963 gab Alfonz Bednár den ersten Band der Geschichte der slowakischen Literatur heraus, ein Hochschul-Lehrbuch, mit dem er eine individuelle Sicht auf die Literatur und eine neue Konzeption der Literaturgeschichte darstellte.

## Werk

### Werke für Kinder
- 1949 – Strom (Der Baum) Verse für Kinder
- 1950 – Márne chúťky na pochúťky (Appetit auf Leckeres) Verse für Kinder
- 1963 – Dva stromy (Zwei Bäume)

### Prosa
- 1945 – Lecgou (vermutlich Let us go?)
- 1954 – Sklenený vrch (Der gläserne Berg)
- 1956 – Hodiny a minúty (Stunden und Minuten)
- 1960 – Cudzí (Der Fremde)
- 1964 – Hromový zub (Donnerzahn)
- 1968 – Balkón bol privysoko (Der Balkon war zu hoch)
- 1970 – Za hrsť drobných (v kazete z Péšávaru) (Eine Handvoll Kleingeld, Teil 1)
- 1974 – Za hrsť drobných (v umelom Cézarovi) (Eine Handvoll Kleingeld, Teil 2)
- 1978 – Pri holbách smoly
- 1981 – Za hrsť drobných (z rozvojovej planéty Tryfé) (Eine Handvoll Kleingeld, Teil 3)
- 1985 – Ako sme sušili bielizeň (Als wir die Wäsche trockneten)
- 1986 – Výpoveď (Aussage? oder Kündigung?)
- 1988 – Ad revidendum, Gemini
- 1989 – Osamelý Havran (Einsame Krähe)
- 1992 – Deravý dukát (Aus Gründen der Zensur erst postum veröffentlicht)
- 1993 – Veniec na tanieri (Kranz auf dem Teller)

### Drehbücher
- 1957 – Kolíska (Die Wiege)
- 1968 – Smola a slzy (Pech und Tränen)
- 1968 – Génius
- 1968 – Tri scenáre (Regie Štefan Uher) Drei Szenarien:
- 1962 – Slnko v sieti (Sonne im Netz)
- 1963 – Organ (Orgel)
- 1967 – Tri dcéry (Drei Töchter)
- 1971 – Javor a Juliana (Ahorn und Juliane)
- 1974 – Veľká noc, veľký deň (Große Nacht, großer Tag)
- 1978 – Penelopa (Penelope)
- 1979 – Kamarátky (Kameradinnen)
- 1979 – Moje kone vrané (Meine rabenschwarzen Pferde)

### Reisebericht
- 1958 – Grécke zátišie (Griechisches Stillleben)

### Hochschul-Lehrbuch
- 1963 Dejiny slovenskej literatúry (Geschichte der slowakischen Literatur)

### Übersetzungen
- 1949 – W. Z. Forster: Súmrak svetového kapitalizmu
- 1948 – Jerome K. Jerome: Traja v člne (Drei Mann in einem Boot)
- 1949 – Jerome K. Jerome: Traja na voľnej vôľuške (Drei Mann auf einem Bummel)
- 1948 – Jack London: Majster alkohol (John Barleycom)
- 1954 – Howard Fast: Spartakus
- 1959 – Ernest Hemingway: Komu zvonia do hrobu (Wem die Stunde schlägt)
- 1964 – Ernest Hemingway: Zbohom zbraniam
- 1959 – George Bernard Shaw: Cashel Byron profesionál
- 1961 – John Galsworthy: Moderná komédia
- 1961 – Ivan Olbracht: Nikola Šuhaj lúpežník
- Mark Twain: Tom Sawyer a Huckleberry Finn
- Daniel Defoe: Robinson Crusoe

## Deutsche Übersetzungen
- Alfonz Bednár: Stunden und Minuten Berlin, Militärverlag der DDR 1974